# Saison 2017-2018 de l'AS Nancy-Lorraine
Maillots
Dernière mise à jour : 30 août 2016.
Chronologie
Saison précédente Saison suivante
La saison 2017-2018 de l'Association sportive Nancy-Lorraine voit le club s'engager dans trois compétitions que sont la Ligue 2, la Coupe de France et la Coupe de la Ligue.

## Résumé de la saison
Lors de cette saison difficile, où les mauvais résultats se sont succédé, le club a connu quatre entraîneurs différents, un record pour le club depuis sa fondation.
Pablo Correa, entraîneur emblématique du club durant 13 saisons, avait averti en début de saison que l'effectif des joueurs n'était pas à la hauteur des ambitions du club pour viser une remontée immédiate en Ligue 1. Après des résultats peu flatteurs, 5 points pris lors des 5 premières journées, il est finalement limogé à contrecœur le 29 août 2017 par Jacques Rousselot, qui nomme alors son adjoint Vincent Hognon en tant qu’entraîneur principal.
Le club est toujours relégable lors de la 23ème journée. Vincent Hognon n'obtenant pas de meilleurs résultats que son prédécesseur, il est lui-même remplacé par le directeur du centre de formation de l'ASNL, Patrick Gabriel. Dans la foulée, Benoît Pedretti annonce mettre fin à sa carrière de joueur pour prendre le poste d’entraîneur adjoint.
Le club ne parvient pour autant pas à s'extirper de la zone de relégation, pointant à la 19e place à la 31e journée après une défaite à domicile (0-2) face au leader Reims, et le 3 avril 2018, Patrick Gabriel est remercié et remplacé par Didier Tholot, qui devient le quatrième entraîneur de la saison. Il parvient finalement à sauver l'équipe d'une descente en National, en prenant 10 points lors des 7 dernières journées de championnat. Le club assure ainsi son maintien à l'issue de la dernière journée, avec une victoire à domicile (3-0) face à l'US Orléans, également marquée par le dernier but de la carrière professionnelle de Youssouf Hadji, et termine 17e du championnat.
Le 15 mai 2018, l'ASNL annonce que son président Jacques Rousselot a trouvé un accord de principe pour la vente du club à un fonds d'investissement américain.

## Avant-saison

### Mercato estival
| Nom                   | Nationalité | Poste           | Transfert              | Provenance/Destination | Division                |
| --------------------- | ----------- | --------------- | ---------------------- | ---------------------- | ----------------------- |
| Arrivées              |             |                 |                        |                        |                         |
| Laurent Abergel       | France      | Défenseur       | Transfert              | AC Ajaccio             | Ligue 2                 |
| Geoffrey Jourdren     | France      | Gardien         | Transfert              | Montpellier HSC        | Ligue 1                 |
| Patrik Eler           | Slovénie    | Attaquant       | Transfert              | FC Wacker Innsbruck    | Bundesliga autrichienne |
| Arnaud Nordin         | France      | Attaquant       | Prêt                   | AS Saint-Étienne       | Ligue 1                 |
| Amine Bassi           | France      | Milieu          | Premier contrat pro    | Réserve                | National 3              |
| Ryan Bidounga         | France      | Défenseur       | Premier contrat pro    | Réserve                | National 3              |
| Malaly Dembélé        | France      | Attaquant       | Premier contrat pro    | Réserve                | National 3              |
| Jérémy Clément        | France      | Milieu Défensif | Transfert              | AS Saint-Étienne       | Ligue 1                 |
| Départs               |             |                 |                        |                        |                         |
| Issiar Dia            | Sénégal     | Attaquant       | Fin de contrat         | Libre                  | -                       |
| Loïc Puyo             | France      | Milieu          | Fin de contrat         | Angers SCO             | Ligue 1                 |
| Alou Diarra           | France      | Milieu          | Fin de contrat         | Libre                  | -                       |
| Faitout Maouassa      | France      | Défenseur       | Transfert (7 millions) | Stade Rennais          | Ligue 1                 |
| Youssef Aït Bennasser | Maroc       | Milieu          | Retour de prêt         | AS Monaco              | Ligue 1                 |
| Erick Cabaco          | Uruguay     | Défenseur       | Retour de prêt         | Nacional               | Primera División        |
| Alexandre Menay       | France      | Gardien         | Fin de contrat         | Libre                  | -                       |
| Karim Coulibaly       | France      | Milieu          | Transfert (125 000)    | Willem II              | Eredivisie              |
| Dialo Guidileye       | Mauritanie  | Milieu          | Transfert              | Gençlerbirligi SK      | Süper Lig               |
| Maurice-Junior Dalé   | France      | Attaquant       | Transfert              | Giresunspor            | 1. Lig                  |
| Christophe Mandanne   | France      | Attaquant       | Transfert              | LB Châteauroux         | Ligue 2                 |
| Yann Mabella          | France      | Attaquant       | Prêt                   | LB Châteauroux         | Ligue 2                 |

## Saison 2017-2018

### Ligue 2

#### Classement
| Rang | Équipe                        | Pts | J  | G  | N  | P  | Bp | Bc | Diff | Promotion ou relégation |
| ---- | ----------------------------- | --- | -- | -- | -- | -- | -- | -- | ---- | ----------------------- |
| 15   | Chamois niortais FC           | 42  | 38 | 11 | 9  | 18 | 47 | 60 | −13  |                         |
| 16   | GFC Ajaccio                   | 41  | 38 | 11 | 8  | 19 | 35 | 60 | −25  |                         |
| 17   | AS Nancy-Lorraine R           | 38  | 38 | 9  | 11 | 18 | 39 | 54 | −15  |                         |
| 18   | Bourg-en-Bresse 01            | 36  | 38 | 10 | 6  | 22 | 50 | 87 | −37  | Barrage de relégation   |
| 19   | US Quevilly-Rouen Métropole P | 33  | 38 | 9  | 6  | 23 | 45 | 66 | −21  | Relégation en National  |